# University Bridge, Seattle

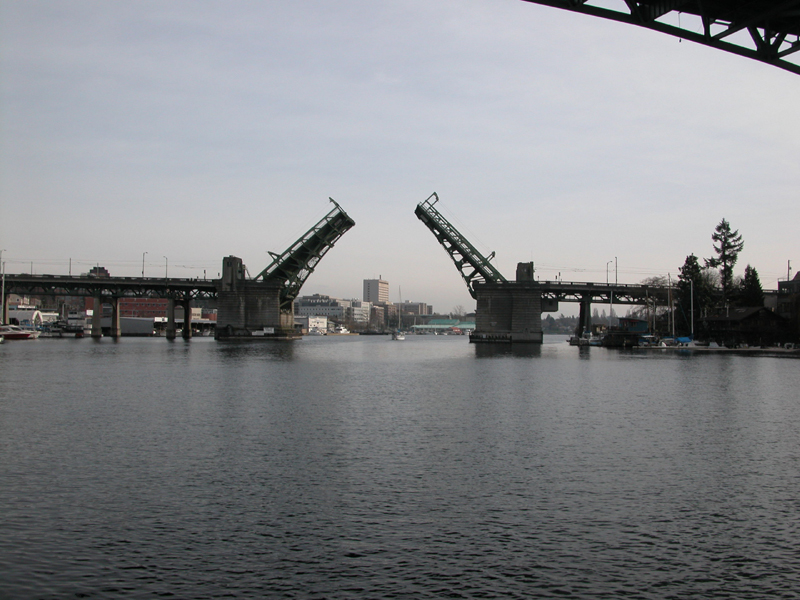
University Bridge sedd från väster.

University Bridge är en klaffbro i Seattle i delstaten Washington i USA. Bron leder trafik över Portage Bay mellan Eastlake i söder och University District i norr. Bron har två klaffar och när klaffarna är uppfällda har man en 53 meter bred farbar led för fartyg.

## Tillkomst och ombyggnad
Tidigare fanns en bro som hette "Latona Bridge" och den skulle ersättas. Arbetet med den nya bron skulle påbörjas år 1916 och pågå i 15 månader. Norra brofästet hade stabil grund, men vid det södra brofästet var det sandgrund som liknade kvicksand och man tvungen att göra omfattande pålningsarbeten. Till slut den 1 juli 1919 kunde den färdigställda "University Bridge" invigas. Åren 1932-1933 byggdes bron om och återinvigdes 6 april 1933 av Franklin D. Roosevelt. År 1982 kom "University Bridge" med på listan National Register of Historic Places.
2 maj 2007 brast en vattenledning och ett slukhål uppstod vid brons södra sida. Bron fick tillfälligt stängas.

## Bildgalleri

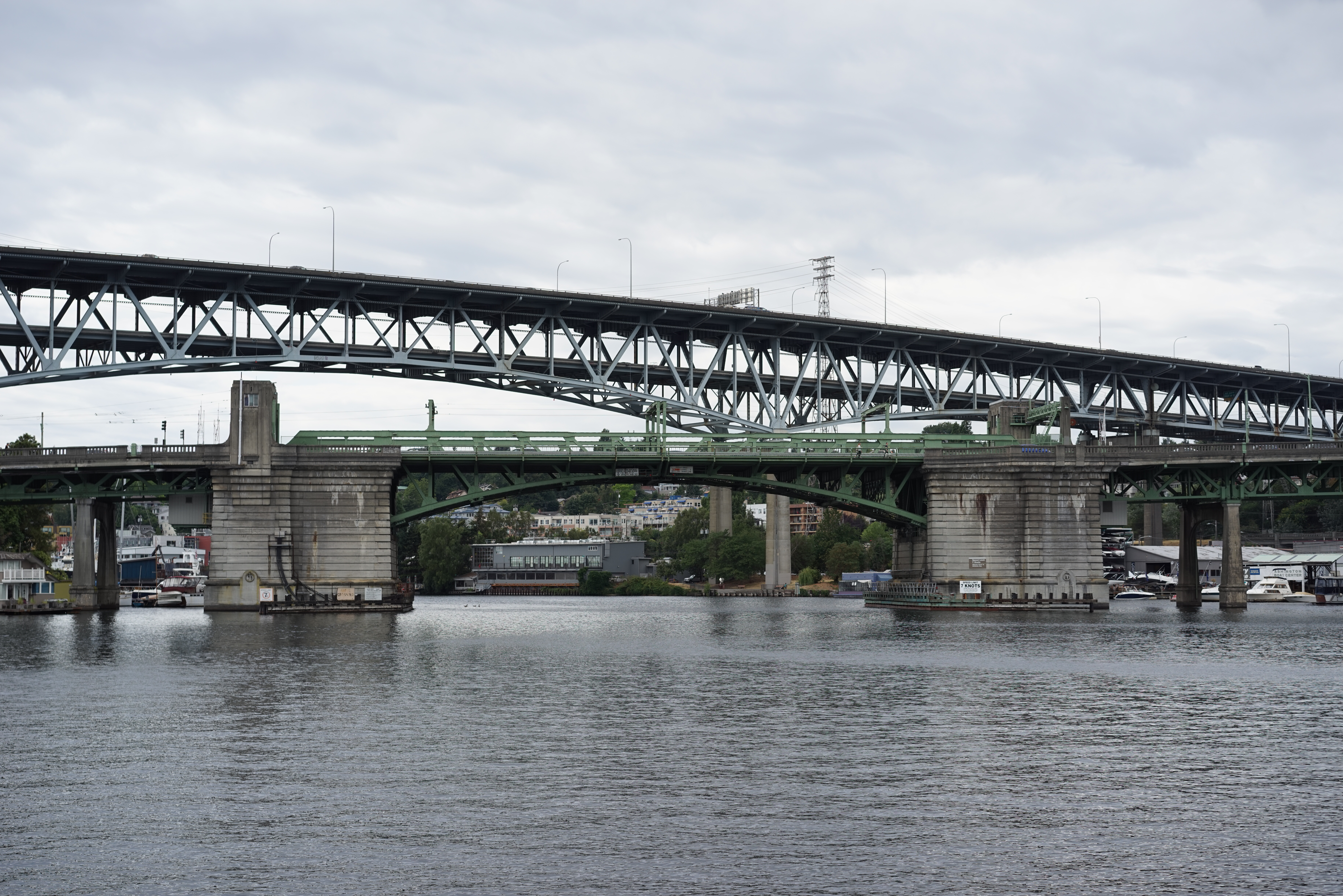
Bron sedd från öster med Ship Canal Bridge i bakgrunden.
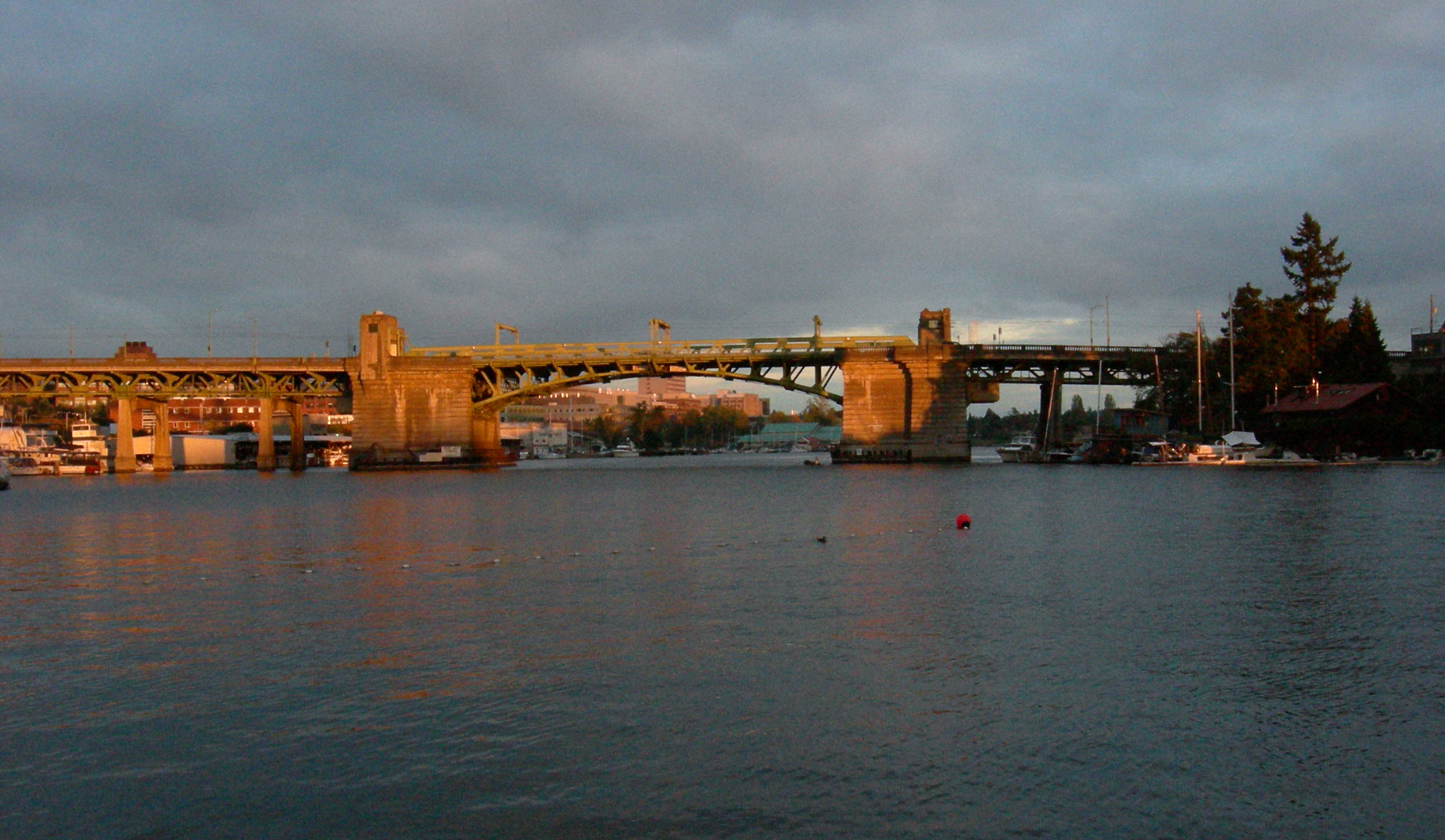
Bron sedd från väster vid solnedgången.
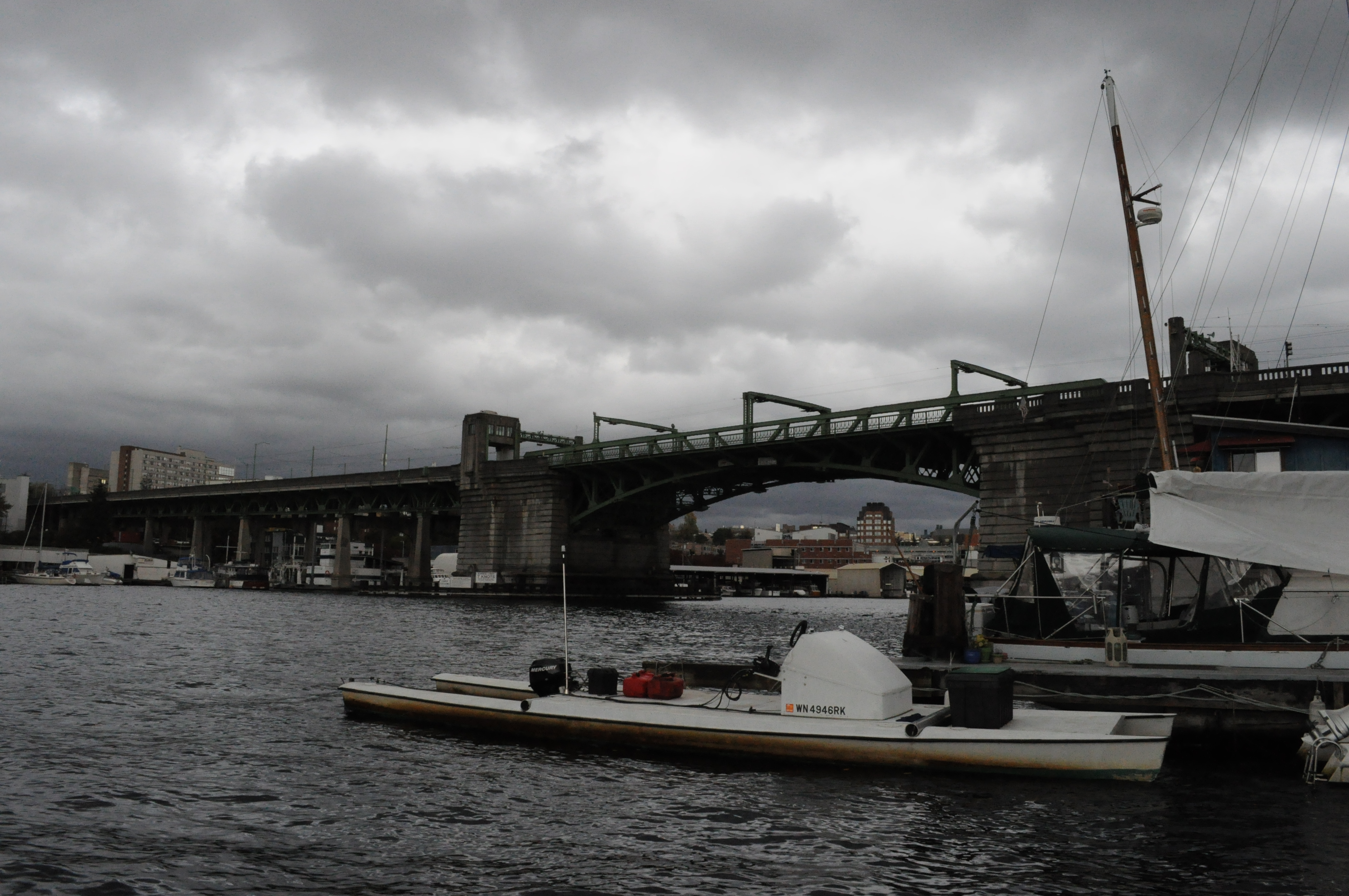
Vy från södra änden.
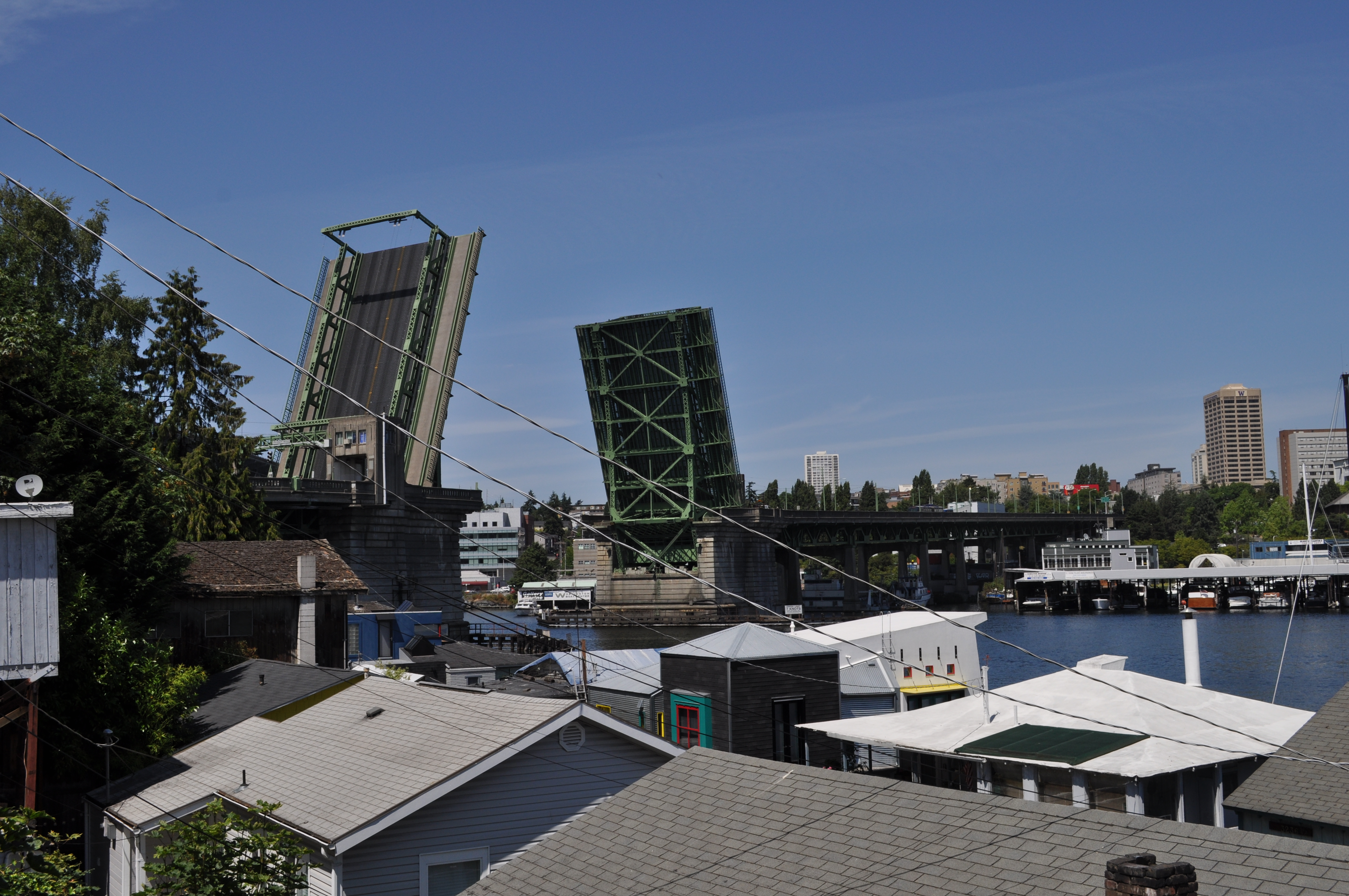
Bron i öppet läge.